# Amaranta Wright
Amaranta Eleanor Wright es una periodista, autora y editora de revistas argentina establecida en Londres y conocida por fundar la revista de estilo de vida latino LatinoLife, líder en el Reino Unido, en forma impresa y digital desde 2012, y por crear los premios de entretenimiento latino The Lukas junto con su pareja y cofundador José Luis Seijas también en 2012. La pareja también creó Latino Life In The Park (antes conocido como La Clave Fest) el festival de música latina gratuito más grande del Reino Unido, que se celebra en Walpole Park (anteriormente se celebró en Finsbury Park, The Scoop y Hornsey Town Hall).
Wright nació en  Buenos Aires, Argentina, y creció en el norte de Londres. Comenzó como veinteañera a escribir para periódicos de todo el mundo, incluidos The Sunday Telegraph, San Francisco Chronicle, The Boston Globe, Christian Science Monitor y The Globe and Mail entre otros. En el año 2005 publicó su libro Ripped and Torn: Levi's, Latin America and the Blue Jean Dream  .   
En la actualidad además de ser la única latinoamericana que dirige un festival en el Reino unido, escribe también para medios como The Guardian, The Independenty The Financial Times sobre música, cultura, derechos humanos y política de América Latina.